# Морозовка (Нижегородская область)
Моро́зовка — село в Арзамасском районе Нижегородской области. Входит в состав Кирилловского сельсовета. Расположено на реке Вадок примерно в 5 км к северо-востоку от города Арзамаса. В селе четыре улицы: Заречная, Победы, Советская и Школьная. Славится своими Морозовскими озёрами, излюбленное место отдыха местных жителей и города Арзамаса.

## Население

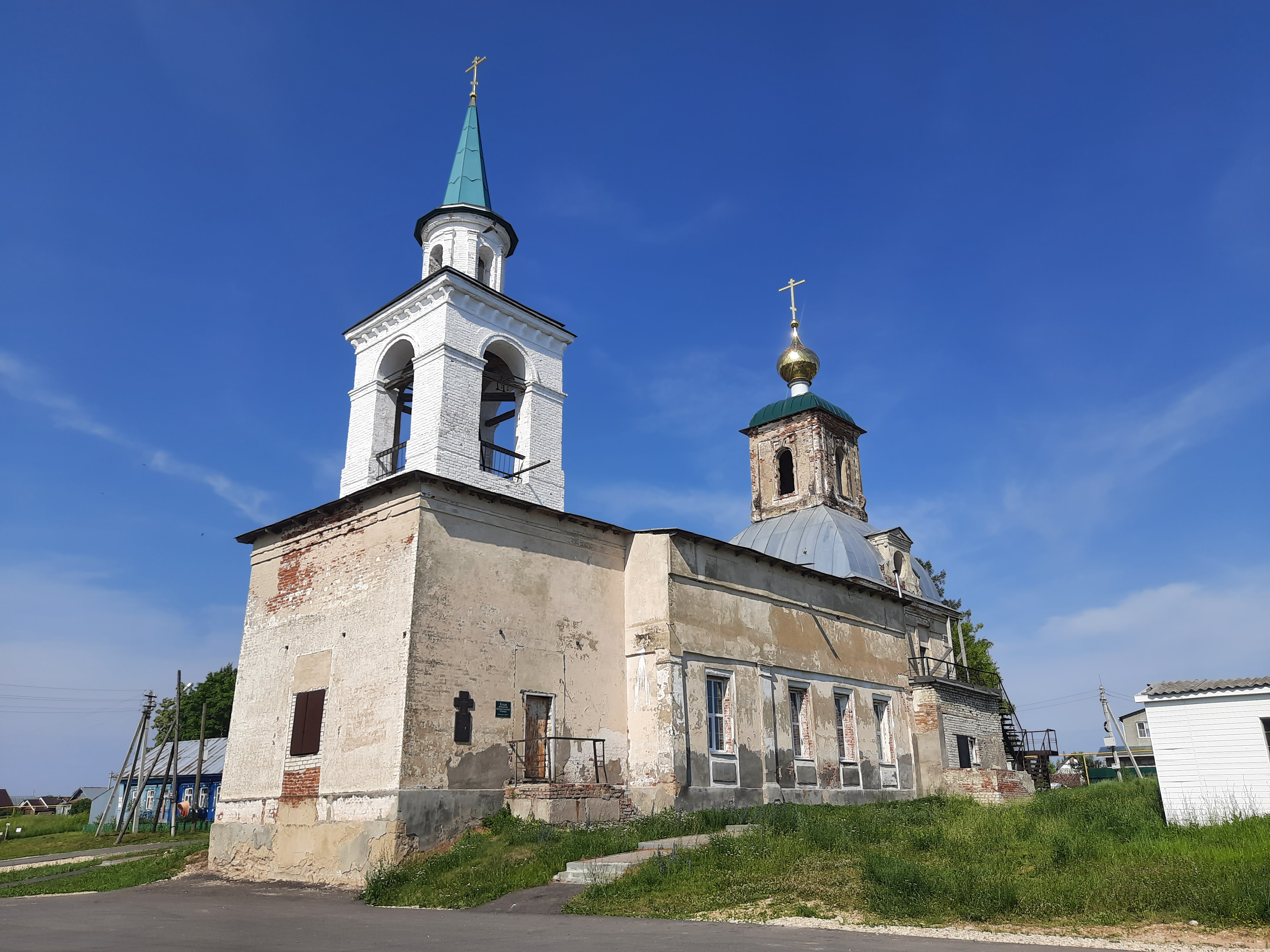
Церковь в 2021 г.

| 1999 | 2002 | 2010 |
| ---- | ---- | ---- |
| 535  | ↘383 | ↘331 |

## Церковь
В селе восстанавливается церковь Троицы Живоначальной 1824 года постройки. Трёхпрестольная. Престолы: Троицы Живоначальной, Трёх Святителей, Димитрия Солунского.